# Тежина ланаца 2
Тежина ланаца 2 (енгл. The Weight of Chains 2) канадско-српски је документарни филм из 2014. године о политичкој и економској ситуацији у државама бивше Југославије. У режији и продукцији Бориса Малагурског филм је премијерно приказан 20. новембра 2014. године у оквиру Монтекасино филмског фестивала у Јоханезбургу, Јужноафричкој Републици.
Као наставак Тежине ланаца, филм се бави неолибералним економским реформама на Балкану и говори о утицају тих реформи на све аспекте живота у бившој Југославији, од политике, економије и војске до културе, образовања и медија. „Кроз приче о распродатим и опљачканим предузећима, корумпираним политичарима, фиктивним трибуналима, деструктивним страним инвеститорима и разноразним економско-војним савезима, нови филм деконструише модерне митове о свему што су обећали да ће нам донети бољи живот“, рекао је Малагурски Танјугу.

## Продукција
Филм је снимљен уз подршку Министарства омладине и спорта Републике Србије, Канцеларије за Косово и Метохију Републике Србије, Секретаријата за културу Града Београда, Радио-телевизије Србије као и појединачних донатора широм света.

## Објава
Након светске премијере у Јоханезбургу, "Тежина ланаца 2" је доживео европску премијеру 29. новембра 2014. године на Шведском филмском институту у Стокхолму, Шведској у оквиру BANEFF филмског фестивала Филм је имао северноамеричку премијеру на Универзитету Монтереј у Мексико Ситију, Мексику, а приказан је и у Националном музеју културе у том граду.
Канадска премијера је одржана у Ванкуверу, а филм је приказан и у Торонту, након чега је одржана аустријска премијера у Инзбруку и немачка премијера у Штутгарту, док је филм приказан и у Берлину. Балканска премијера је одржана у великој сали Банског двора у Бањој Луци, Републици Српској док је у Суботици одржана премијера у Србији. Документарац је приказиван у биоскопима у Београду, Бечу, Новом Саду, Линцу, Нишу, Краљеву и представљен је у Чачку, Козарској Дубици, Теслићу, Грачаници, и Сомбору.
Филм је такође приказан и у Прагу, Чешкој, као и у оквиру 2015 BANEFF фестивала у Ослу, Норвешкој. Такође је представљен у оквиру Subversive фестивала у Загребу, Хрватској, као и у Словеначкој кинотеци у Љубљани, Словенији Сарајеву, Босни и Херцеговини, Подгорици, Црној Гори, и другим градовима.
У септембру 2015. године, одржана је британска премијера филма на 23. Raindance Film Festival-у у Лондону.

## Критике
Филмски критичар Дубравка Лакић написала је критику филма у "Политици" након београдске премијере "Тежине ланаца 2" у којој је навела да "није неопходно да се са Малагурским идеолошки сложите да бисте уочили како је он неспорно направио пунокрван и за наше кинематографске услове ненадмашан документарни филм." Описала је филм као "узбудљив и динамичан" и додала да је то, по питању садржаја и форме, "комплексан филм", који је могао да буде бољи да је "нешто сажетији". Лакићева такође наводи да Малагурски, "сучељавајући изјаве филмских актера, стиже до јасне поенте филма – отпор неолиберализму више није ствар идеологије већ здравог разума."
Агата Томажич, у чланку у словеначком листу "Дело", описала је филм као "југословенску верзију филма Доктрина шока Мајкла Винтерботома (базиран на књизи Наоми Клајн) или укрштање Мајкл Муровог филма Капитализам: Љубавна прича и Алекс Гинијевог филма "Казино Џек и Сједињене Државе новца".

## Саговорници
У филму су, између осталих, интервјуисани:
- Ноам Чомски – амерички лингвиста, филозоф, научник, политички коментатор и активиста,
- Оливер Стоун – амерички, холивудски режисер, сценариста и продуцент,
- Карла дел Понте – бивши главни тужилац Хашког трибунала,
- Вук Јеремић – српски политичар, бивши председник Генералне скупштине Уједињених нација, бивши министар спољних послова Србије,
- Млађан Динкић – српски политичар, оснивач Г17+, бивши гувернер Народне банке Србије и бивши министар економије и финансија Србије,
- Дајана Џонстон – амерички политички писац,
- Иво Јосиповић – хрватски политичар, бивши председник Хрватске,
- Мирослав Лазански – српски политички и војни коментатор,
- Игор Мандић – хрватски писац, књижевни критичар и колумниста,
- Домагој Маргетић – хрватски истраживачки новинар, бивши званичник ХДЗ-а,
- Иван Пернар – хрватски политичар, члан покрета "Живи зид" и активиста,
- Соња Бисерко – председник "Хелсиншког одбора за људска права" у Београду,
- Јелена Милић – председник "Центра за евроатлантске студије" у Београду,
- Веран Матић – директор РТВ Б92,
- Душан Гамсер – економски саветник "Центра за евроатлантске студије" у Београду, међународни секретар Либерално-демократске партије у Србији,
- Борка Павићевић – председник "Центра за културну деконтаминацију" у Београду,
- Р. Џејмс Вулзи – директор ЦИА-е од 1993. до 1995. године,
- Мајкл Паренти – амерички историчар и културни критичар,
- Славко Кулић – хрватски научник и економиста,